# Le gendarme est sans pitié
Pour les articles homonymes, voir Le gendarme est sans pitié (film).
Le gendarme est sans pitié est une comédie en un acte, de Georges Courteline et Édouard Norès créée le 27 janvier 1899 au théâtre Antoine dans une mise en scène d'André Antoine.

## Argument
M. Boissonnade, procureur de la République est très ennuyé. Le gendarme Labourbourax a encore fait des siennes : d'une susceptibilité maladive, il est le champion du procès-verbal pour outrage à agent dans l'exercice de ses fonctions. Mais cette fois-ci, il a dépassé les bornes : il vient de s'en prendre au baron Larade. Qu'a-t-il bien pu se passer pour qu'un notable respecté insulte le gendarme ? Comment le procureur va-t-il réussir à débrouiller l'affaire ?

## Distribution de la création
- Alexandre Arquillière : le gendarme Labourbourax
- Firmin Gémier : le baron Larade
- Chartol : Boissonnade, procureur de la République
- Verse : un huissier

## Adaptations
- 1932 : Le gendarme est sans pitié, moyen-métrage de Claude Autant-Lara.
- 1935 : Le commissaire est bon enfant, le gendarme est sans pitié, moyen métrage de Jacques Becker et Pierre Prévert.

## Publication
- Le gendarme est sans pitié, Le livre de Poche, Flammarion, 1974  (ISBN 2-253-00255-0)